# Француска на Европском првенству у атлетици у дворани 2013.
Француска је учествовала на 32. Европском првенству у дворани 2013 одржаном у Гетеборгу, Шведска, од 28. фебруара до 3. марта. Ово је било тридестдруго европско првенство у дворани на којем је Француска учествовала, односно учествовала је на свим првенствима одржаним до данас.
Репрезентацију Француске представљало су 30 спортиста (21 мушкарац и 9 жена) који су се такмичили у 18 дисциплина (10 мушких и 8 женских).
На овом првенству Француска је по броју освојених медаља била трећа са укупно 9 од којих су 4 златне, 3 сребрне и 2 бронзане. У мушкој конкуренцији била је друга са 6 медаља 3 златне, 2 сребрне и 1 бронзана, док је код жена била четврта са 3 медаља 1 златна и 2 сребрне. У табели успешности према броју и пласману такмичара који су учествовали у финалним такмичењима (првих 8 такмичара) Француска је са 17 финалиста и са 90 бодова била трећа, од 27 земаља које су имале представнике у финалу. Укупно је учествовало 47 земаља.
Француски спортисти су остварили 2 најбоља светска и 1 европски резултат сезоне, 2 национална рекорда, 9 личних рекорда и 14 најбољих личних резултата сезоне.

## Учесници
| Дисциплина   | Спортисти                                           | Спортисти                                             |
| Дисциплина   | Мушкарци                                            | Жене                                                  |
| ------------ | --------------------------------------------------- | ----------------------------------------------------- |
| 60 м         | Жими Вико Емануел Бирон                             | Мирјам Сумаре                                         |
| 400 м        | Мамуду Хане Томас Жордије                           | Мари Гајо                                             |
| 800 м        | Брис Лерој                                          |                                                       |
| 1.500 м      | Маједин Мехиси-Бенабад Симон Денисел Брајан Cantero |                                                       |
| 3.000 м      | Флоријан Карваљо Јоан Ковал                         | Кристин Бардел                                        |
| 60 м препоне | Паскал Мартино Лагард Димитри Баску                 | Рејна-Флор Окори                                      |
| 4 x 400 м    |                                                     | Мирјам Сумаре² Мирјел Иртис Фара Анаршарси Мари Гајо² |

| Дисциплина  | Спортисти                                   | Спортисти              |
| Дисциплина  | Мушкарци                                    | Жене                   |
| ----------- | ------------------------------------------- | ---------------------- |
| Скок увис   | Микаел Анани                                | Мелани Мелфорт         |
| Скок мотком | Рено Лавилени Stanley Joseph Емил Данекер   |                        |
| Скок удаљ   |                                             | Елоаз Лезије           |
| Троскок     | Аролд Кореа Карл Тејепјер Бенжамен Компаоре |                        |
| Петобој     |                                             | Антоанет Нана Ђиму Ида |
| Седмобој    | Кевин Мајер Жереми Лелијевр                 | —                      |

## Освајачи медаља (9)

### Злато (4)
- Жими Вико — 60 м
- Маједин Мехиси-Бенабад — 1.500 м
- Рено Лавилени — скок мотком
- Антоанета Нана Ђиму Ида — петобој

### Сребро (3)
- Кевин Мајер — седмобој
- Мирјам Сумаре — 60 м
- Елоаз Лезије — скок удаљ

### Бронза (2)
- Симон Денисел — 1.500 м
- Паскал Мартино Лагард — 60. м препоне

## Резултати

### Мушкарци
| Атлетичар              | Дисциплина  | Лични рекорд | Квалификације    | Квалификације    | Полуфинале           | Полуфинале           | Финале               | Финале           | Детаљи |
| Атлетичар              | Дисциплина  | Лични рекорд | Резултат         | Место            | Резултат             | Место                | Резултат             | Место            | Детаљи |
| ---------------------- | ----------- | ------------ | ---------------- | ---------------- | -------------------- | -------------------- | -------------------- | ---------------- | ------ |
| Жими Вико              | 60 м        | 6,53         | 6,55             | 1. у гр. 2 КВ    | 6,60                 | 2. у пф. 2 КВ        | 6,48 СРС, ЛР         |                  |        |
| Емануел Бирон          | 60 м        | 6,60         | 6,72             | 4. у гр. 1 КВ    | 6,65                 | 4. у пф. 1 КВ        | 6,63 =ЛРС            | 14/22            |        |
| Мамуду Хане            | 400 м       | 46,49        | 47,04            | 3. у гр. 1 КВ    | 47,08                | 4. у пф. 1           | Није се квалификовао | 8 / 20 (23)      |        |
| Томас Жордије          | 400 м       | 46,89        | Диск., Чл. 163.2 | Диск., Чл. 163.2 | Диск., Чл. 163.2     | Диск., Чл. 163.2     | Диск., Чл. 163.2     | Диск., Чл. 163.2 |        |
| Брис Лерој             | 800 м       | 1:48,07      | 1:53,12          | 4. у гр. 3       | Није се квалификовао | Није се квалификовао | Није се квалификовао | 22 / 26 (28)     |        |
| Симон Денисел          | 1.500 м     | 3:38,42      | 3:42,75          | 2. у гр. 2 КВ    |                      |                      | 3:37,70 ЛР           |                  |        |
| Маједин Мехиси-Бенабад | 1.500 м     | 3:36,95      | 3:43,33          | 1. у гр. 3 КВ    | 3:37,17              |                      |                      |                  |        |
| Брајан Кантеро         | 1.500 м     | 3:40,24      | 7:55,58          | 7. у гр. 1       | Није се квалификовао | 17 / 24              |                      |                  |        |
| Јоан Ковал             | 3.000 м     | 7:44,26      | 7:55,61          | 2. у гр. 2 КВ    | 7:50,89              | 4 / 20 (22)          |                      |                  |        |
| Флоријан Карваљо       | 3.000 м     | 7:45,77      | 7:55,58          | 2. у гр. 1 КВ    | 7:53,23              | 5 / 20 (22)          |                      |                  |        |
| Паскал Мартино Лагард  | 60 м        | 7,53         | 7,58             | 1. у гр. 1 КВ    | 7,61                 | 2. у пф. 1 КВ        | 7,53 =ЛР             |                  |        |
| Димитри Баску          | 60 м        | 7,52         | 7,72             | 4. у гр. 4 кв    | 7,72                 | 8. у пф. 2           | Није се квалификовао | 12/27            |        |
| Микаел Анани           | скок увис   | 2,28         | 2,28 =ЛР         | 2. у гр. А КВ    |                      |                      | 2,23                 | 7/ 26 (27)       |        |
| Рено Лавилени          | скок мотком | 6,03 НР      | 5,70             | 1. у гр. Б кв    | 6,01 СРС             |                      |                      |                  |        |
| Stanley Joseph         | скок мотком | 5,62         | 5,50             | 7. у гр. Б       | Није се квалификовао | 15 / 23 (25)         |                      |                  |        |
| Емил Данекер           | скок мотком | 5,62         | БП               | БП               | БП                   | БП                   | БП                   | БП               |        |
| Аролд Кореа            | троскок     | 16,94        | 16,76            | 3. кв            |                      |                      | 16,92                | 5 / 21 (22)      |        |
| Карл Тејепјер          | троскок     | 17,12        | 16,62            | 8 кв             | 16,72                | 6 / 20 (22)          |                      |                  |        |
| Бенжамен Компаоре      | троскок     | 17,14        | 16,68            | 10.              | Није се квалификовао | 10 / 21 (22)         |                      |                  |        |

Седмобој
| Дисциплина   | Кевин Мајер | Кевин Мајер | Кевин Мајер | Кевин Мајер | Кевин Мајер | Кевин Мајер |
| Дисциплина   | Лич. рек.   | Резултат    | Бод.        | Плас.       | Укупно      | Плас.       |
| ------------ | ----------- | ----------- | ----------- | ----------- | ----------- | ----------- |
| 60 м         | 7,14        | 7,10 ЛР     | 847         | 14.         |             |             |
| Скок удаљ    | 7,29        | 7,54 ЛР     | 945         | 4.          | 1.792       | 7.          |
| Бацање кугле | -           | 15,16 ЛР    | 800         | 1.          | 2.592       | 5.          |
| Скок увис    | 2,10        | 2,05        | 850         | 2.          | 3.442       | 3.          |
| 60 м препоне | 8,13        | 8,01 ЛР     | 979         | 4.          | 4.421       | 6.          |
| Скок мотком  | 5,22        | 5,20        | 972         | 2.          | 5.303       | 2.          |
| 1.000 м      | 2:37,33     | 2:37,30 ЛР  | 904         | 2.          |             |             |
| Седмобој     | -           |             |             |             | 6.297 ЛР    |             |

| Дисциплина   | Жереми Лелијевр | Жереми Лелијевр | Жереми Лелијевр | Жереми Лелијевр | Жереми Лелијевр | Жереми Лелијевр |
| Дисциплина   | Лич. рек.       | Резултат        | Бод.            | Плас.           | Укупно          | Плас.           |
| ------------ | --------------- | --------------- | --------------- | --------------- | --------------- | --------------- |
| 60 м         |                 | 6,84            | 940             | 1.              |                 |                 |
| Скок удаљ    |                 | 7,25            | 874             | 9.              | 1.814           | 6.              |
| Бацање кугле |                 | 14,95           | 787             | 10.             | 2.601           | 3.              |
| Скок увис    |                 | 1,97            | 687             | 13.             | 3.288           | 9.              |
| 60 м препоне |                 | 8,27            | 915             | 12.             | 4.203           | 10.             |
| Скок мотком  |                 | БП              | 0               | -               | 4.203           | 12.             |
| 1.000 м      | 2:35,89         | 2:36,83         | 909             | 1.              |                 |                 |
| Седмобој     |                 |                 |                 |                 | 5.112           | 12 / 13 (15)    |

### Жене
| Атлетичарка                                           | Дисциплина   | Лични рекорд | Квалификације | Квалификације | Полуфинале            | Полуфинале            | Финале                | Финале       | Детаљи |
| Атлетичарка                                           | Дисциплина   | Лични рекорд | Резултат      | Место         | Резултат              | Место                 | Резултат              | Место        | Детаљи |
| ----------------------------------------------------- | ------------ | ------------ | ------------- | ------------- | --------------------- | --------------------- | --------------------- | ------------ | ------ |
| Мирјам Сумаре                                         | 60 м         | 7,18         | 7,16 ЛР       | 2. у гр. 3 КВ | 7,07 ЕРС, ЛР          | 1. у пф. 2 КВ         | 7,11                  |              |        |
| Мари Гајо                                             | 400 м        | 51,98        | 53,49         | 2. у гр. 4 КВ | 53,38                 | 6. у пф. 2            | Није се квалификовала | 10 / 18 (22) |        |
| Кристин Бардел                                        | 3.000 м      | 8:57,01      | 9:06,50       | 4. у гр. 2 КВ |                       |                       | 9:08,62               | 7 / 17 (18)  |        |
| Рејна-Флор Окори                                      | 60 м препоне | 7,97         | 8,22          | 7. у гр. 3    | Није се квалификовала | Није се квалификовала | Није се квалификовала | 19 /23 (24)  |        |
| Мирјам Сумаре² Мирјел Иртис Фара Анаршарси Мари Гајо² | 4 х 400 м    | 3:32,16 НР   |               |               |                       |                       | 3:28,71 НР            | 4 /6         |        |
| Мелани Мелфорт                                        | скок увис    | 1,97 НР      | 1,92          | 9             |                       |                       | Није се квалификовала | 9 / 18       |        |
| Елоаз Лезије                                          | Скок удаљ    | 6,84 НР      | 6,60          | 4             |                       |                       | 6,90 НР               |              |        |

Петобој
| Дисциплина   | Антоанет Нана Ђиму Ида | Антоанет Нана Ђиму Ида | Антоанет Нана Ђиму Ида | Антоанет Нана Ђиму Ида | Антоанет Нана Ђиму Ида | Антоанет Нана Ђиму Ида |
| Дисциплина   | Лич. рек.              | Резултат               | Бод.                   | Плас.                  | Укупно                 | Плас.                  |
| ------------ | ---------------------- | ---------------------- | ---------------------- | ---------------------- | ---------------------- | ---------------------- |
| 60 м препоне | 8,11                   | 8,12 ЛРС               | 1.102                  | 1.                     |                        |                        |
| Скок увис    | 1,84                   | 1,75 ЛРС               | 916                    | 11.                    | 2.018                  | 6.                     |
| Бацање кугле | 15,41                  | 15,35                  | 884                    | 2.                     | 2.902                  | 2.                     |
| Скок удаљ    | 6,44                   | 6,32 ЛРС               | 949                    | 1.                     | 3.851                  | 1.                     |
| 800 м        | 2:18,09                | 2:20,62 ЛРС            | 815                    | 9.                     |                        |                        |
| Петобој      | 4.723 НР               |                        |                        |                        | 4.092                  |                        |